# Корё
Корё (кор. 고려?, 高麗?) — государство на Корейском полуострове, появившееся после падения государства Силла в 935 году и существовавшее до воцарения династии Чосон в 1392 году.
Название «Корё» является сокращением от Когурё, одного из трёх раннефеодальных государств Кореи, объединённых Силлой в 668 году. Современное слово «Корея» происходит от «Корё».
Наиболее известные достижения государства — гончарное искусство Корё и Трипитака Кореана — буддийский канон (Трипитака), вырезанные на десятках тысяч деревянных досок. В Корё в 1234 году была создана первая в мире металлическая печатная матрица (см. Чикчи).
Период Корё был «золотым веком буддизма» в Корее, и как национальная религия, буддизм достиг своего самого высокого уровня влияния в корейской истории, с 70 храмами только в столице в XI веке. Торговля процветала в Корё, купцы приезжали из самых дальних стран Ближнего Востока, а столица в современном Кэсоне, Северная Корея, была центром торговли и промышленности, причем купцы использовали систему двойной записи в бухгалтерии с XI или XII века. Кроме того, Корё был периодом больших достижений в корейском искусстве и культуре, такие как Корёский селадон, который был высоко оценен в империи Сун, и Трипитака Кореана, который был описан ЮНЕСКО как «один из самых важных и наиболее полных корпусов буддийских доктринальных текстов в мире», с оригинальными 10 000 гравированными печатными блоками, все ещё сохранившимися в храме Хаэйнса. В начале XIII века в Корё был разработан подвижный шрифт из металла для печати книг, за 200 лет до Иоганна Гутенберга в Европе.

## История

### Основание
В конце IX века Объединённая Силла, раздираемая внутренней борьбой, ослабла и потеряла власть над наместничествами. Страна погрузилась в хаос гражданской войны и восстаний, после чего на Корейском полуострове вновь, теперь уже ненадолго, возникли три государства. Эра Трёх государств кончилась после того, как Корё завоевало Силла и Хупэкче в 936 году.
Ван Гон, который посмертно будет известен под своим храмовым именем Тхэджо или «Великий прародитель», изменил название своего царства обратно на «Корё», принял название эпохи «Небесного мандата» и перенес столицу обратно в свой дом Кэсон. Корё считало себя преемником Когурё и претендовал на Маньчжурию как на свое законное наследство. Одним из первых указов Тхэджо было заселить и защитить древнюю столицу Когурё Пхеньян, которая долгое время находилась в руинах; впоследствии он переименовал её в «западную столицу», а перед смертью придал ей большое значение в своих десяти наставлениях своим потомкам.

### Объединение Кореи
В отличие от Кунъе, который питал мстительную враждебность к Силле, Тхэджо (Ван Гон) был великодушен по отношению к ослабленному королевству. В 927 году Кён Хвон, который поклялся отомстить за последнего короля Пэкче, когда он основал позднее Пэкче, разграбил столицу поздней Силлы, вынудил короля совершить самоубийство и посадил на трон марионетку. Тхэджо пришёл позже на помощь Силле, но потерпел крупное поражение от Кён Хвона близ современного Тэгу; Тхэджо едва избежал смерти благодаря самопожертвованию генералов Син Сонгена и Ким Нака, и впоследствии Пэкче стал доминирующей военной силой более поздних Трёх Королевств. Однако баланс сил сместился в сторону Корё,с победами над поздним Пэкче в 930 и 934 годах и мирной аннексией поздней Силлы в 935 году. Тхэджо милостиво принял капитуляцию последнего короля Силлы и объединил правящий класс поздней Силлы. В 935 году Кён Хвон был смещен со своего трона своим старшим сыном из-за спора о престолонаследии и заключен в тюрьму, в храме Геймсанса, но три месяца спустя он бежал в Корё и был почтительно принят своим бывшим верховным правителем. В следующем году, по просьбе Кён Хвона, Тхэджо и Кён Хвон завоевали позднее Пэкче с армией из 87 500 солдат, положив конец более позднему периоду трех царств.
После разрушения Бохай империей Ляо в 927 году последний наследный принц Бохэ и большая часть правящего класса нашли убежище в Корё, где их тепло встретил и дал землю Тхэджо. Кроме того, Тхэджо включил наследного принца Бохай в королевскую семью Корё, объединив два государства-преемника Когурё и, по мнению корейских историков, добившись «истинного национального объединения» Кореи. Согласно «Корёса чельо», беженцы Бохай, сопровождавшие наследного принца, насчитывали десятки тысяч домашних хозяйств. Ещё 3000 бохайских домохозяйств пришли в Корё в 938 году. Беженцы из Бохай составляли 10 процентов населения Корё. Тхэджо чувствовал сильное семейное родство с Бохай, называя его своей «родственной страной» и «супружеской страной», и защищал бохайских беженцев. У Тхэджо появилась сильная неприязнь к киданям, которые уничтожили Бохай. В 942 году династия Ляо послала 30 посланников с 50 верблюдами в качестве подарка, но Тхэджо сослал посланников на остров и морил верблюдов голодом под мостом, в том, что известно как «инцидент на мосту Манбу». Тхэджо предложил Гаоцзу из Поздней Цзинь, чтобы они напали на киданей в отместку за Бохай, согласно Цзы чжи тун цзянь. Более того, в своих десяти наставлениях своим потомкам он утверждал, что кидани — «дикие звери» и их следует остерегаться.

### Вторжения киданей

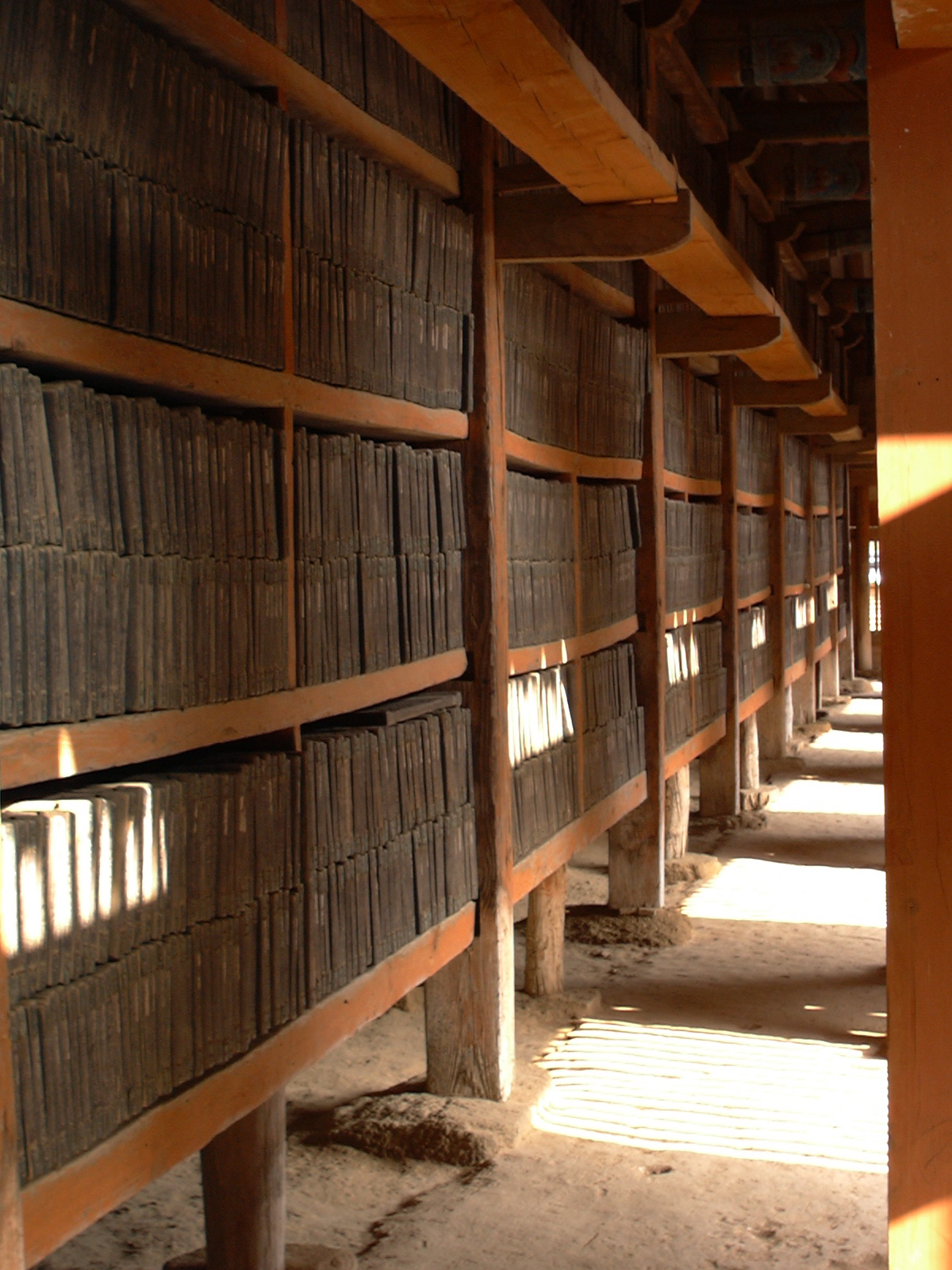
Гравировка оригинальной Трипитаки Кореаны была начата в 1011 году во время нашествия киданей, чтобы получить силу от Будды для защиты страны

После «инцидента на мосту Манбу» в 942 году Корё готовился к конфликту с империей киданей: в 947 году Чонджон создал военный резерв из 300 000 солдат, названный «блистательной армией», а Кванджон построил крепости к северу от реки Чунчхон, расширяясь к реке Ялуцзян . Кидани считали Корё потенциальной угрозой и с ростом напряженности вторглись в 993 году. Корейцы потерпели поражение в своем первом столкновении с киданями, но успешно оборонялись от них на реке Чончхон. Начались переговоры между командиром Корё Со Хи и командиром Ляо Сяо Суннином. В заключение Корё вступил в номинальные вассальные отношения с Ляо, разорвав отношения с Сун, и Ляо уступил Корё земли к востоку от реки Ялуцзян. После этого Корё основал «шесть гарнизонных поселений к востоку от реки» на своей новой территории. В 994 году Корё предложил Сун совместное военное нападение на Ляо, но был отклонен; ранее, в 985 году, когда Сун предложил совместное военное нападение на Ляо, Корё отказалось.
По мере того как киданьская империя расширялась и становилась все более могущественной, она потребовала, чтобы Корё уступил шесть гарнизонных поселений, но Корё отказалось. В 1009 году Кан Чжо устроил государственный переворот, убив Мокчона и посадив Хёнджона на трон. В следующем году под предлогом мести за Мокчона император Шэн-цзун возглавил вторжение в Корё с армией из 400 000 солдат. Тем временем Корё попыталось установить отношения с Сун, но был проигнорирован, так как Сун ссылалась на Чаньюаньский договор в 1005 году. Корё выиграл первую битву против Ляо, возглавляемую Ян Гю, но проиграли второе сражение, возглавляемое Кан Джо: армия Корё понесла тяжелые потери и была рассеяна, а многие командиры были захвачены в плен или убиты, включая самого Кан Джо. Позже Пхеньян был успешно защищен, но армия Ляо двинулась в сторону Кэсона. Хёнджон, по совету Кан Гам Чхана, эвакуировался на юг в Наджу, и вскоре после этого Кэсон был атакован и разграблен армией Ляо. Затем он послал Ха Гун-Цзиня и Го Ен-ги просить мира, пообещав, что он лично воздаст дань уважения императору Ляо и киданям, которые выдерживали атаки перегруппированной корейской армии и нарушали линии снабжения, приняли и начали свой отход. Тем не менее, во время их отступления на киданей непрерывно нападали; Ян Гю спас 30 000 военнопленных, но погиб в бою. Согласно Ляо ши, кидани были осаждены проливными дождями и сбросили большую часть своих доспехов и оружия. По Корёса, на киданей напали, когда они переправлялись через реку Ялуцзян, и многие утонули. После этого, Хёнджон не выполнил свое обещание, чтобы отдать дань уважения лично к императору Ляо, а когда требовали, чтобы уступить шесть населенных пунктов гарнизона, он отказался.
В 1014 году кидани построили мост через реку Ялуцзян и атаковали её в 1015, 1016 и 1017 годах: победа досталась корейцам в 1015 году, киданям в 1016 году и корейцам в 1017 году. В 1018 году Ляо начал вторжение во главе с Сяо Пайя, старшим братом Сяо Суннинга, с армией из 100 000 солдат. Армия Ляо немедленно попала в засаду и понесла тяжелые потери: командир Корё Ган Гам-Чан запрудил большой приток реки Ялуцзян и выпустил воду на ничего не подозревающих киданьских солдат, которые затем были атакованы 12 000 элитной кавалерией. Армия Ляо продвигалась к Кэсону под постоянным преследованием противника, но вскоре развернулась и отступила, не сумев взять хорошо защищенную столицу. Отступающая армия Ляо была перехвачена Кан Гам Чханом в современном Кусоне и потерпела крупное поражение, причем только несколько тысяч солдат спаслись бегством. Шэн-цзун намеревался снова вторгнуться, но столкнулся с внутренним сопротивлением. В 1020 году Корё послал дань, и Ляо принял её, таким образом, возобновляются номинальные даннические отношения. Шэн-цзун не требовал, чтобы Хёнджон лично отдал дань уважения или уступил шесть гарнизонных поселений. Единственными условиями были" объявление вассалитета" и освобождение задержанного посланника Ляо. История Ляо утверждает, что Хёнджон «сдался», а Шэн-цзун «простил» его, но, по словам Ганса Биленштейна, «рог его династического языка, это означает лишь то, что оба государства заключили мир как равноправные партнеры (официально оформленный в 1022 году)». Хёнджон сохранил свой титул правителя и поддерживал дипломатические отношения с династией Сун. Кэсон был отстроен заново, ещё более величественно, чем прежде, и с 1033 по 1044 год Чхолли чонсон, стена, протянувшаяся от устья реки Ялуцзян до восточного побережья Корейского полуострова, была построена для защиты от будущих вторжений. Ляо больше никогда не вторгался в Корё.

### Золотой век
После войны между Корё и киданями в Восточной Азии установился баланс сил между Корё, Ляо и Сун . После победы над Ляо Корё был уверен в своих военных способностях и больше не беспокоился о военной угрозе со стороны киданей. Фу Би, великий советник династии Сун, высоко оценил военные способности Корё и сказал, что Ляо боится Корё . Далее, относительно отношения корейцев, он сказал: «Среди многих племен и народов, которые, в зависимости от их силы сопротивления, будучи либо ассимилированными, либо сделанными данниками киданей, одни корейцы не склоняют головы.» Сун рассматривала Корё как потенциального военного союзника и поддерживала дружеские отношения как равноправных партнёров. Тем временем Ляо стремился установить более тесные связи с Корё и предотвратить военный союз Сун-Корё, апеллируя к увлечению Корё буддизмом, и предлагал Ляо буддийские знания и артефакты Корё. В течение XI века Корё рассматривалось как «государство, которое могло бы дать либо Сун, либо Ляо военное господство». Когда императорские посланники, те, кто представлял императоров Ляо и Сун, отправлялись в Корё, их принимали как пэров, а не сюзеренов. Международная репутация Корё была значительно повышена. Начиная с 1034 года купцы из Сун и посланники из различных племен чжурчжэней и царства Тамла участвовали в ежегодном Палгванхо в Кэсоне, крупнейшем национальном празднике в Корё; купцы Сун присутствовали как представители Китая, а посланники чжурчжэней и Тамла-как члены Поднебесной Корё. Во время правления Мунджона, Хэйшуй Мохэ и Япония, среди многих других, тоже присутствовали. Королевство Тамла на острове Чеджу была включена в состав Корё в 1105 году.
Золотой век Корё длился около 100 лет до начала XII века и был периодом коммерческих, интеллектуальных и художественных достижений. В Корёса записаны приходы купцов из Аравии в 1024, 1025 и 1040, и сотни купцов из Сун каждый год, в начале 1030-х гг. Были разработки в полиграфии и в издательском, распространение знаний в области философии, литературы, религии и науки. Корё щедро издавал и импортировал книги, а к концу XI века экспортировал их в Китай; династия Сун переписала тысячи корейских книг. Первая Трипитака Кореана, насчитывающая около 6000 томов, была завершена в 1087 году. Частная академия Мунхон гондо была основана в 1055 году Чхве Чхуном, который известен как «Конфуций Восточного моря», и вскоре после этого в Корё было 12 частных академий, которые соперничали с Национальным университетом Кукджагам. В ответ на это несколько правителей Корё реформировали и оживили национальную систему образования, выпустив таких выдающихся ученых, как Ким Бу Сик. В 1101 году в Кукджагаме было создано типографское бюро Сёчокпо. В начале XII века были созданы местные школы под названием хянхак. Почтение Корё к учености засвидетельствовано в книге Гаоли туцзин, или Корё догьен, написанный посланником Сун, посетившим Корё в 1123 году. Правление Мунджона, с 1046 по 1083 год, называлось «мирным царствованием» (태평성대 ;平平聖代) и считается самым процветающим и мирным периодом в истории Корё. Мунджон был высоко оценен и описан как «благожелательный» и «святой» (賢聖之君) в Корёса.

### Борьба за власть
Клан Ли из Инджу (кор. 인주이씨?, 仁州李氏?) отдавал своих девушек в жёны правителям, начиная с Мунджона до 17-го короля Инджона. Со временем этот клан получил больше власти, чем сам правитель, что привело к государственному перевороту Ли Джагёма в 1126 году. Переворот провалился, однако сила монарха была подорвана, и в Корё началась серия конфликтов среди знати за лидерство в стране.
В 1135 году Мё Чхон выступил с предложением о переносе столицы в Согён (современный Пхеньян). Предложение раскололо элиту страны на два лагеря. Одна фракция, во главе с самим Мё Чхоном, выступала за перенос столицы и последующий поход против Маньчжурии. Другая, во главе с Ким Бусиком (автором «Самгук саги»), хотела сохранить статус-кво. Мё Чхону не удалось убедить Императора и он поднял восстание, которое, тем не менее, окончилось крахом.

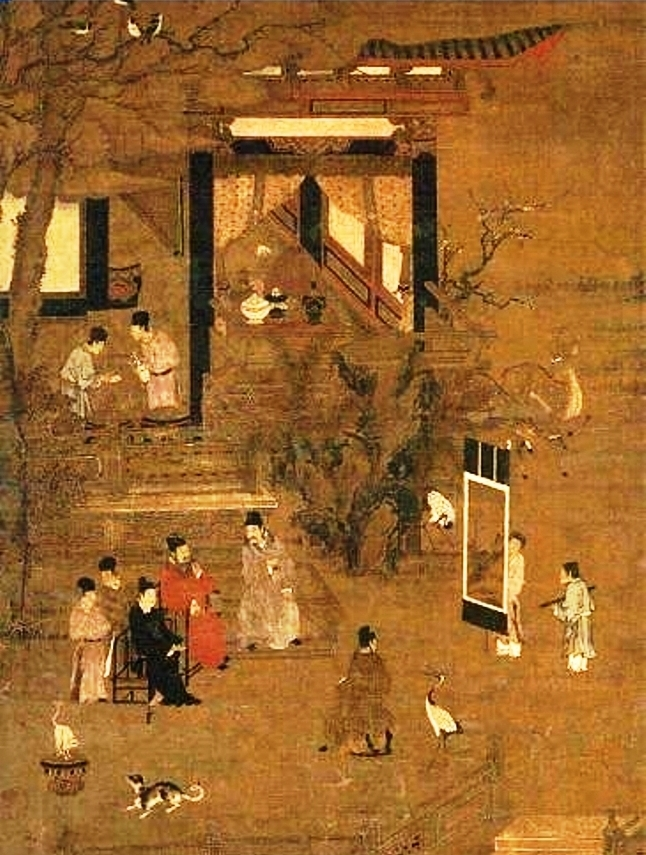
Картина, на которой изображено дворянство Корё

В 1170 году группа военачальников во главе с Чон Джунбу (кор. 정중부?, 鄭仲夫?) и Ли Ыйбаном (кор. 이의방?, 李義方?) подняла восстание и одержала в нём верх. Ыйджон был отправлен на ссылку, а императором стал Мёнджон (кор. 명종?, 明宗?). В истории Корё начался период военного управления. В 1177 году  к власти пришёл молодой военачальник Кён Тхэсун. Он попытался возвратить монарху полную власть, однако в 1184 году он умер и его преемником стал сын простолюдина Ли Ыймин. Его правление было жестоким, что привело к восстанию другого генерала Чхве Чхунхона, который убил Ли Ыймина и захватил власть в 1197 году . В течение следующего 61 года клан Чхой правил страной, установив военную диктатуру. Пост императора был сделан, по сути, чисто декоративным. Преемниками Чхве Чхунхона стал его сын, Чхве У, внук Чхве Хан и правнук Чхве Ый. После прихода к власти Чхве Чхунхон сместил Мёнджона с трона, заменив его на Синджона, а после его смерти, сместив ещё двух императоров, остановил свой выбор на Коджоне.

### Монгольские вторжения
В 1231 году началось нашествие на Корё монголов под предводительством Угэдэя. Это нашествие было частью большой кампании по захвату Китая. Императорский двор бежал в Канхвадо на берегу залива Кёнги в 1232 году. Военный правитель того времени Чхве У настоял на сопротивлении. Несколько десятилетий Корё отчаянно сопротивлялось, однако наконец в 1259 году было вынуждено подписать мирный договор. Несколько военачальников, отказавшихся сдаться, возглавили Восстание Самбёльчхо и обосновались на островах возле южного побережья Корейского полуострова, включая Чиндо. Династия Корё была данником монгольской династии Юань до тех пор, пока Конмин-ван не воспользовался восстанием Чжу Юаньчжана в Китае и не начал освобождение от монгольского ига.

### Падение
В 1388 году У-ван планировал кампанию по завоеванию китайского Ляонина. Он послал в поход армию генерала Ли Сонге (позднее Тхэджо), однако, дойдя до границы, тот остановился и возглавил восстание. Через 4 года, в 1392 году Корё пало, а генерал Ли стал основателем новой династии Чосон.

## Политическая структура
До 1259 года титулом правителя был Танō (кор. 천왕?, 天王?), что равнозначно Императору. С 1260 по 1368 Ван (кор. 왕?, 王?). С 1368 天王, но читалось уже как И-ван (на монгольский манер), что тоже равнозначно Император.
В официальных документах Корё именовало себя империей. Столица Кэсон называлась «столицей империи (кор. 天都)», дворец — «императорским дворцом (кор. 天城)». Другие термины, такие как Ваше Величество (кор. 陛下), Великий Наследник, аналогичное Цесаревич или Принц (кор. 太子), Великая Мать аналогично Императрица (кор. 太后) — также предполагают императорский статус государства. После монгольского нашествия термин «империя» к Корё больше не применялся ввиду оккупации страны монголами.
В целях усиления власти центрального правительства четвёртый король Кванджон выпустил несколько постановлений, включая указ об освобождении рабов 958 года и указ об обязательном экзамене для государственных служащих. Кванджон также объявил себя императором, независимым от каких-либо других стран.
Пятый король Кёнджон (кор. 경종?, 景宗?) провёл земельную реформу под названием Чонсигва (кор. 전시과?, 田柴科?), а шестой Император, Сонджон (кор. 성종?, 成宗?) назначил новых наместников каждого уезда.
К началу правления 11 Императора династии, Мунджона (кор. 문종?, 文宗?) центральная власть серьёзно укрепилась, отобрав практически весь суверенитет у уездных наместников. Мунджон и правители после него делали акцент на невоенное, гражданское управление страной.

## Список правителей Корё
Двадцать четыре первых правителя в списке (до Вонджона включительно) имели храмовые имена, оканчивающиеся на джон. Начиная с Чхуннёль-вана (25-го правителя), все последующие правители Корё носили титул «ван».
1. Тхэджо (918—943);
2. Хеджон (944—945);
3. Чонджон (945—949);
4. Кванджон (950—975);
5. Кёнджон (975—981);
6. Сонджон (981—997);
7. Мокчон (997—1009);
8. Хёнджон (1009—1031);
9. Токчон (1031—1034);
10. Чонджон (1034—1046);
11. Мунджон (1046—1083);
12. Сунджон (1083);
13. Сонджон (1083—1094);
14. Хонджон (1094—1095);
15. Сукчон (1095—1105);
16. Йеджон (1105—1122);
17. Инджон (1122—1146);
18. Ыйджон (1146—1170);
19. Мёнджон (1170—1197);
20. Синджон (1197—1204);
21. Хиджон (1204—1212);
22. Канджон (1212—1213);
23. Коджон (1213—1259);
24. Вонджон (1260—1274);
25. Чхуннёль-ван (1274—1308), стал первым в Корё правителем, носящим титул вана;
26. Чхунсон-ван (1298, 1308—1313);
27. Чхунсук-ван (1313—1330 и 1332—1339);
28. Чхунхе-ван (1330—1332 и 1339—1344);
29. Чхунмок-ван (1344—1348);
30. Чхунджон-ван (1349—1351);
31. Конмин-ван (1352—1374);
32. У-ван (1374—1388);
33. Чхан-ван (1388—1389);
34. Конъян-ван (1388—1392).

## Искусство
Общепризнано, что первый в мире металлический подвижный тип печати был изобретен в Корё в XIII веке Чё Юн-Уем, однако, по мнению китайского ученого Пана Цзисина, примитивная форма металлического подвижного шрифта существовала в Китае ещё в XI веке: это была металлическая пластина для печати денег и официальных документов, но она была недостаточно развита, чтобы печатать более двух встроенных символов одновременно. Первой металлической книгой подвижного типа была книга «Санчжон Когём Емун», напечатанная в 1234 году. Технология в Корее сделала большой шаг вперёд в Корё, чему способствовали  тесные связи с Сун. В эпоху династии начали изготавливать корейскую керамику и бумагу, дошедшие до наших дней.

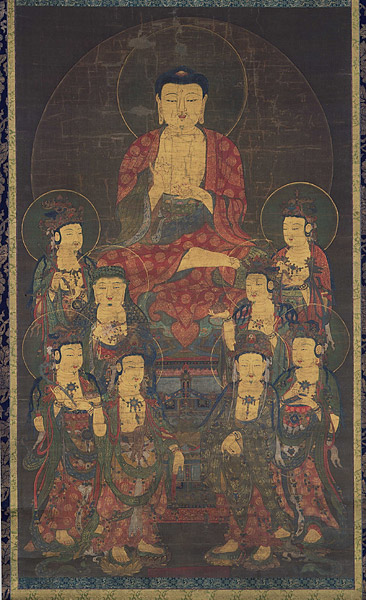
Амитабха и восемь великих Бодхисаттв, XIV век, Корё
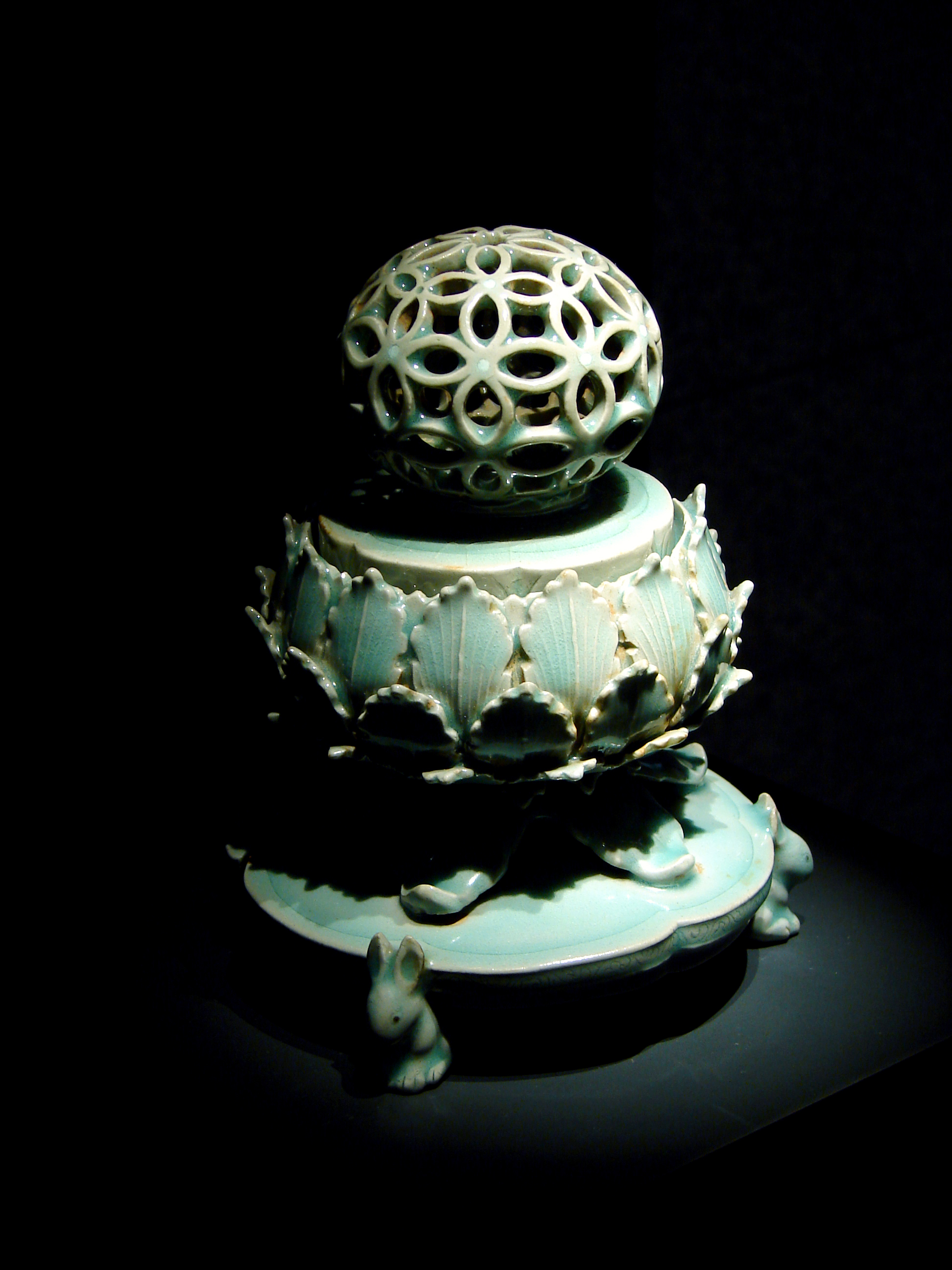
Кадило из селадона
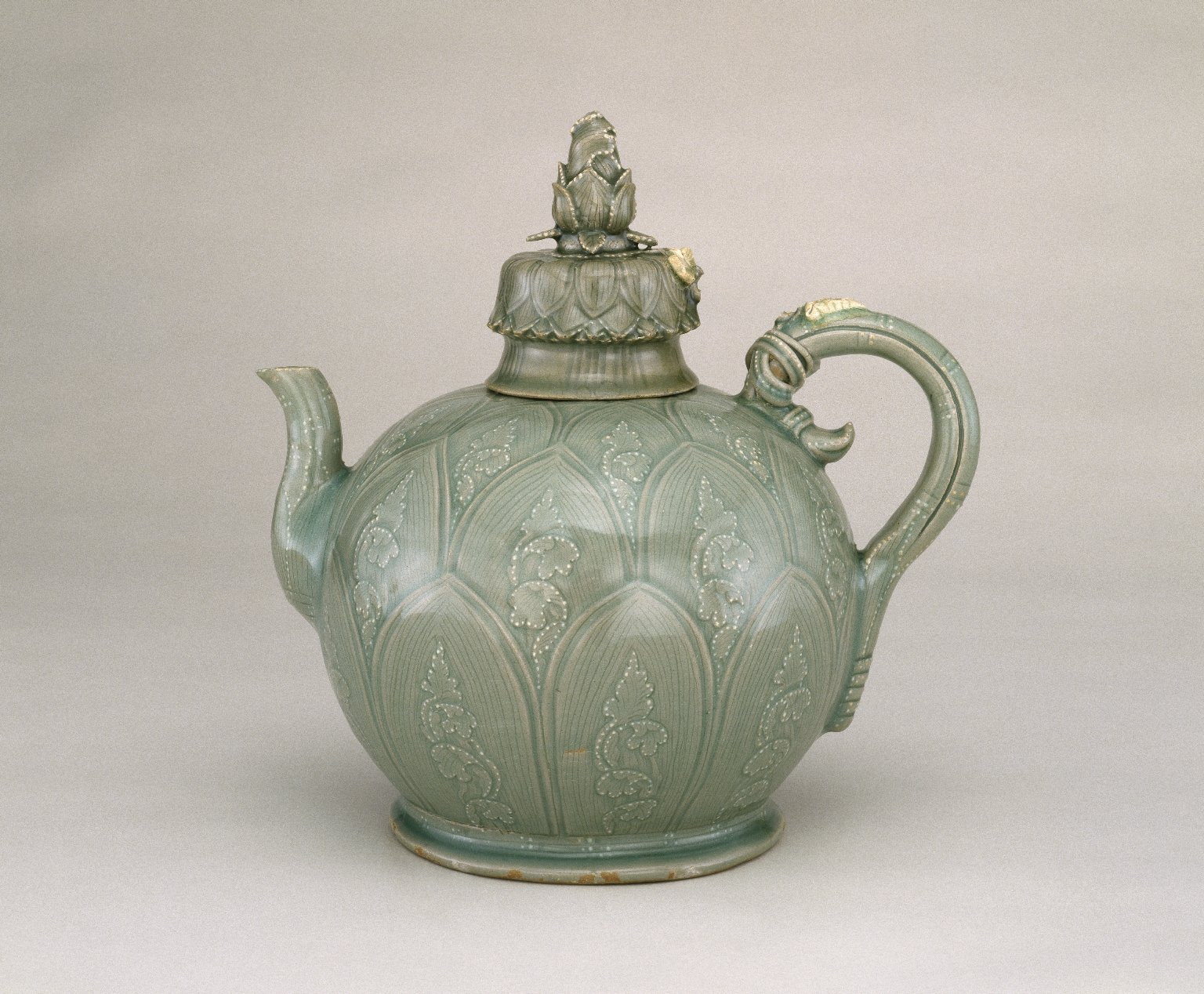
Заварочный чайник, первая половина XII века. Селадон керамика династии Корё (918—1392). Их светящийся зелёный цвет является результатом железа как в глине, так и в глазури, окисляющейся в восстановительной печи. Бруклин Музей
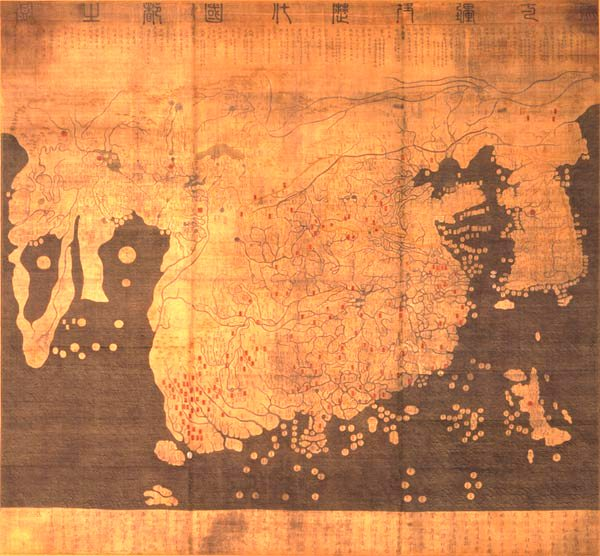
Кангнидо.
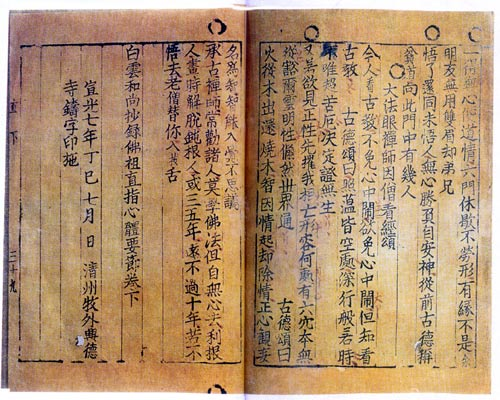
Чикчи, Избранные учения буддийских мудрецов и мастеров Сеона, 1377. Парижский национальный музей